# Osteolepiformes
Die Osteolepiformes sind eine ausgestorbene Gruppe von Knochenfischen aus der Klasse der Fleischflosser (Sarcopterygii). Sie lebten vom Mitteldevon bis zum mittleren Perm und sind von besonderer Bedeutung, da sie dem Ursprung der Landwirbeltiere (Tetrapoda) nahestehen. Zu ihnen gehört Eusthenopteron, der einer der am besten untersuchten fossilen Fische ist.
Nach dem Ergebnis einer neueren kladistischen Analyse bilden die Osteolepiformes keine natürlichen Gruppe (Klade, Monophylum), da einige Familien näher mit den Tetrapoden verwandt sind als andere. Die Osteolepiformes repräsentieren demnach nur einen Entwicklungsstand (engl.: grade) zwischen den noch relativ fischartigen Fleischflossern und den bereits sehr tetrapodenartigen Fleischflossern.

## Merkmale
Ihr von dicken, rhombischen Schuppen (Kosmoidschuppen) bedeckter Körper war schlank, die Brustflossen saßen verhältnismäßig tief am Rumpf. Brust- und Bauchflossen waren kurz und abgerundet. Die Schwanzflosse kann homo- oder heterocerk (gleichlappig oder ungleichlappig) gewesen sein.
Der Schädel sowie die Bezahnung ähneln denen der basaler Landwirbeltiere (Acanthostega, Ichthyostega). Die Osteolepiformes hatten eine äußere Nasenöffnung sowie eine Choane entwickelt. Der Scapulocoracoid, ein Teil des Schultergürtels, besaß eine Grube, in der das zum Rumpf hin zeigende (proximale), kugelförmige Ende des „Oberarmknochens“ (Humerus) der Brustflossen sehr beweglich gelagert war („Tetrapodengelenk“).

## Systematik
Traditionell umfassen die Osteolepiformes folgende Familien und Gattungen:
- Canowindridae (Beelarongia, Canowindra, Koharolepis), beschränkt auf Ostgondwana (Australien, Antarktis)
- Osteolepidae (Osteolepis, Gryoptychus, Thursius), kleiner als 50 cm, zwei Rückenflossen, heterocerke Schwanzflosse.
- Megalichthyidae
- Tristichopteridae (= Eusthenopteridae: Marsdenichthys, Eusthenopteron, Platycephalichthys)
- Rhizodopsidae
- Gogonasus ?